# Тур'я (Сумський район)
Тур'я́ — село в Україні, у Краснопільській селищній громаді Сумського району Сумської області. Населення становить 2001-454 осіб 2025-3 особи. До 2018 орган місцевого самоврядування — Тур'янська сільська рада.

## Географія
Село розташоване біля витоків річки Грязний, нижче за течією на відстані 4 км розташоване село російське село Графівка. На відстані 2.5 км розташовані села Мар'їне та Проходи.

## Історія
- Село постраждало внаслідок геноциду українського народу, проведеного урядом СССР 1923—1933 та 1946–1947 роках.
- 12 червня 2020 року, відповідно до розпорядження Кабінету Міністрів України № 723-р «Про визначення адміністративних центрів та затвердження територій територіальних громад Сумської області», село увійшло до складу Краснопільської селищної громади[1].
- 19 липня 2020 року, в результаті адміністративно-територіальної реформи та ліквідації Краснопільського району, увійшло до складу новоутвореного Сумського району[2].
- 21 червня 2022 року впродовж дня село Тур'я Краснопільської громади обстрілювати з мінометів та інших видів зброї. Вогонь відкривався чотири рази, загалом нараховано 42 влучання по території громади. Росіяни стріляли по населеним пунктам. Пошкоджені будинки, господарські споруди, школа та сільська рада. Російськими снарядами пошкоджений парк у Тур'ї Краснопільської громади. Під час цих обстрілів ніхто не постраждав, хоча в приміщенні старостинського округу знаходилось чимало людей. У будинку вибило вікна та потрощило стіни. Також уламками зірвало лінії електропередач, які відновили наступного дня[3][4][5].
- 28 липня 2024 року село обстріляв російський агресор. Зафіксовано 6 вибухів, ймовірно ствольна артилерія 122 мм[6].
- 1 серпня 2024 року село знову обстріляв російський агресор. Зафіксовано 2 вибухи, ймовірно ФПВ-дрон[7].

## Відомі люди
У селі народився Кириченко Петро Антонович (1917–2007) — Герой Радянського Союзу.

## Економіка
- Молочно-товарна ферма.
- «Тур'янське», ТОВ.
- «Пролісок», сільгоспвиробництво.

## Соціальна сфера
- Дитячий садок.
- Школа І-ІІ ст.